# Podiceps
Podiceps är ett släkte inom familjen doppingar. 

## Utseende och kännetecken
Doppingarna i Podiceps känns igen på att näbben är ganska utdragen och har små, avlånga näshål. Baktårna har en bred hudflik och huvudet och halsen är under häcktiden ofta prydda med en tofs, krage eller liknande av praktfulla fjädrar. För övrigt känns doppingarna mycket lätt igen på den långsträckta och nedtryckta kroppsbyggnaden, den långa, smala halsen, den stjärtlösa gumpen och tårnas egendomligt inskurna hudflikar. Könen är lika fast honorna tenderar av vara lite mindre.
Hela deras kroppsbyggnad är anpassad för ett liv i vatten. Deras vingar är små i proportion till kroppen. När de ska lyfta från vattenytan måste de springa och flaxa ett långt stycke innan de får tillräckligt med luft under vingarna för att kunna höja sig. Under flykten håller de huvudet och halsen sträckta framåt och de långa fötterna är riktade bakåt och sticker ut bakom kroppen.

## Utbredning, biotop
Arterna i släktet hör hemma i den tempererade zonen. Under sommaren håller de till i sjöar som har stillastående vatten och som kantas av tät säv och vass. Endast vid flyttningstid, vår och höst, kan man se dem på havet. På land vistas de endast i yttersta nödfall. I detta skiljer de sig från nästan alla andra simfåglar, som åtminstone tidvis brukar vila sig och putsa sina fjädrar på stranden eller på skär och klippor. Doppingarna gör allt detta i vattnet, där till och med deras bon flyter.  

## Ekologi
Fåglarna är skygga och skickliga på att upptäcka när någon fara hotar dem så att de kan sätta sig i säkerhet. Ofta simmar de så lågt med kroppen, att endast huvudet och en del av halsen syns ovanför vattenytan. En egenhet hos dessa fåglar är att de plockar och sväljer sina egna fjädrar.

### Föda
Födan består huvudsakligen av småfisk, grodyngel, insekter och andra små vattendjur som de hämtar upp från djupet och äter på vattenytan. De lever parvis. 

### Häckning
Doppingarna i Podiceps bygger ett löst hopfogat bo av vattenväxter och fäster det vid något vassrör eller liknande, för att det inte ska föras bort av vinden. Honan lägger 3–6 medelstora, grönvita och i båda ändarna avsmalnande ägg, som växelvis ruvas av bägge makarna. När föräldrarna lämnar boet täcker de över äggen med halvmultnade växtstjälkar och liknande, så att det hela snarare liknar en tillfälligt hopdriven hög av växtdelar än ett fågelbo. Efter ungefär tre veckor kommer ungarna ut ur äggen. Hanen flyttar upp dem på sin rygg och bär dem under de första dagarna. Till en början tar hanen dem under vingarna och för dem med sig ned i djupet vid minsta fara. De vilar sig och sover gärna på de äldres rygg.

## Systematik
Svarthalsad, colombia-, silver-, svarthake- och punadopping är mycket närbesläktade och behandlades ibland förr som det egna släktet Dyas. Skäggdoppingen har också ibland förts till det egna släktet Podicephorus.
- Stordopping (Podiceps major)
- Skäggdopping (Podiceps cristatus)
- Gråhakedopping (Podiceps grisegena)
- Svarthakedopping (Podiceps auritus)
- Svarthalsad dopping (Podiceps nigricollis)
- Colombiadopping (Podiceps andinus) – utdöd (1977)
- Silverdopping (Podiceps occipitalis)
  - "Nordlig silverdopping" (Podiceps [o.] juninensis) – urskiljs ibland som egen art
- Punadopping (Podiceps taczanowskii)
- Kamdopping (Podiceps gallardoi)

Ett av de äldsta kända fossilet av doppingar tillhör detta släkte. 
Fossila arter av Podiceps:
- Podiceps oligocaenus (sen oligocen/tidig miocen)
- Podiceps cf. auritus (tidig pliocen, Florida, USA) - tidigare P. pisanus, P. howardae och Pliodytes lanquisti
- Podiceps subparvus (mellersta pliocen, Kalifornien, USA)
- Podiceps discors (sen pliocen, västra USA)
- Podiceps? sp. (sen pliocen, västra USA) - se Murray (1967)
- Podiceps sp. (tidig pleistocen, Dursunlu, Turkiet) - se Louchart et al. (1998)
- Podiceps dixi (sen pleistocen)
- Podiceps parvus (sen pleistocen, västra Nordamerika)

Bland det fossila materialet av P. parvus fanns ben rån ännu en art, som kanske tillhör detta släkte. (Murray 1967)